# To wake the king
To wake the king is het enige album van Secret Green (gegevens januari 2013). Het was het resultaat van een vernieuwde samenwerking tussen Francis Lickerish en Hilary Palmer. Lickerish is bekend van The Enid en beiden speelden in Rutterkin, waarvan nooit een album verscheen. De muziek is een combinatie van de bombastische muziek, die Lickerish samen schreef met Robert John Godfrey van The Enid en de meer folkrockachtige muziek van Ruttelkin. Op het album speelt een aantal oud Enidcollegae van Lickerish mee. Het album is opgenomen onder leiding van muziekproducent Max Read, eveneens lid van The Enid maar in een latere versie van de band. Opnamen vonden plaats in The Lodge geluidsstudio van The Enid. 
Het album neigt naar een conceptalbum met het centrale thema Koning Arthur. Voor wat betreft de muziek is er sprake van één geheel. 

## Musici
- Francis Lickerish – gitaar, luit, basgitaar, toetsinstrumenten en orkestratie
- Hilary Palmer – [zang, dwarsfluit
- Jon Beedle – gitaar
- William Gilmour – toetsinstrumenten
- Matt Hodge – slagwerk

Met medewerking van:
- Raul D'Oliveira – trompet
- Dave Storery – drumkit op Ecchoing green (Enid)
- Jason Ducker – gitaar op Camlam (Enid/Renaissance)
- Robert John Godfrey – orgel op Nimuë
- Mike Hicks – lap steel guitar op Nimuë en Ecchoing green
- Giles Holybrook – contrafagot

## Muziek
| Nr. | Titel                                                     | onderverdeling | Duur  |
| --- | --------------------------------------------------------- | --- | ----- |
| 1.  | Prelude (Lickerish)                                       | 1. Sunrise 2. Avalon 3. Red Hall | 4:54  |
| 2.  | Ecchoing green (Lickerish, Gilmour)                       | | 10:33 |
| 3.  | On Merlin's ground (Lickerish)                            | | 7:29  |
| 4.  | Tom O'Bedlam (Lickerish)                                  | | 8:29  |
| 5.  | Guinevere suite (Five courtly dances) (Lickerish, Beedle) | 1. Pavan: the track of the moon on the water 2. Galliard: On secret green 3. Louré: Lady's Morgana overy 4. Allemande: My lord Beedle's content of desire 5. Bransle: Poor mad Tom | 20:27 |
| 6.  | Camlam (Lickerish, Gilmour)                               | | 13:44 |
| 7.  | Nimuë (Lickerish)                                         | | 9:15  |